# Центр МРТ
Центр МРТ — аппаратно-студийный комплекс государственного учреждения «Македонское радио и телевидение», построенный в 1984 году. Расположен в центре Скопье.
Здание высотой 70 м имеет 25 этажей. Оно было самым высоким зданием в Северной Македонии с момента постройки до 2015 года, когда было окончено строительство Sky City Sky Scrapers высотой 130 м.